# Passetto di Borgo
Passetto di Borgo, eller blot Passetto, er en hævet passage, der forbinder Peterskirken i Vatikanet med Castel Sant'Angelo. Det er en omkring 800 m lang korridor, der blev opført i 1277 af Pave Nikolaus 3. Dele af muren blev dog opført under Goterkrigen i 500-tallet. Den har fungeret som flugtrute for paver, der var i fare, ved to lejligheder.
Pave Alexander 6. krydsede den i 1494, da Karl 8. af Frankrig invaderede byen, og pavens liv var i fare.
Pave Clemens 7. flygtede i sikkerhed under plyndringen af Rom i 1527, da tysk-romerske tropper under Karl 5. massakrerede 189 soldater fra schweizergarden på trappen til Peterskirken.

## I populærkultur
Passetto di Borgo spiller en vigtig rolle Dan Browns roman Engle og Dæmoner, hvor antagonisten fra Illuminati-ordenen transporterer fire bortførte kardinaler til Castel Sant'Angelo. Protagonisterne Robert Langdon og Vittoria Vetra bruger den senere til at komme ind i Vatikanet.
Passetto optræder i spillet Assassin's Creed II, hvor protagonist Ezio Auditore Da Firenze kæmper sig vej langs den fra borgen til Det Sixtinske Kapel.